# MAKRO (økonomisk model)
 For alternative betydninger, se Makro. (Se også artikler, som begynder med Makro)
MAKRO er en økonomisk model til at beskrive Danmarks økonomi, der siden 2017 har været under opbygning. Den skal ifølge modellens hjemmeside anvendes til fremskrivninger af dansk økonomi på mellem- og lang sigt, samt konsekvensvurderinger af økonomisk-politiske tiltag. Modellen skal blandt andet kunne fremskrive udviklingen i den strukturelle offentlige saldo og beregne Danmarks finanspolitiske holdbarhed. Arbejdet er finansieret af en treårig bevilling fra Finansministeriet og Økonomi- og Indenrigsministeriet. Arbejdet foregår i regi af institutionen bag den eksisterende danske makroøkonomiske model DREAM. 
Finansministeriets begrundelse for at udvikle modellen hænger sammen med et ønske om en mere tidssvarende model til især at lave strukturelle forløb for dansk økonomi og beregne konsekvenserne af forskellige former for økonomisk politik end den hidtidige ADAM-model, der er en ældre, keynesiansk inspireret model, der især er udviklet til konjunkturmæssige formål.
På hjemmesiden for MAKRO oplyses løbende om udviklingen i modelarbejdet. 

## Ekstern henvisning
- MAKROs hjemmeside
- Skifter Finansministeriet til en ny og yngre model? Klumme i Altinget 8. marts 2018 af adjunkt Søren Hove Ravn, Økonomisk Institut ved Københavns Universitet Arkiveret 15. september 2018 hos  Wayback Machine
- Det første årlige seminar om MAKRO. Blogindlæg på altandetlige.dk 7. december 2017 af Nikolaj Mose Dreisig Hansen
- Ny regnemodel i Finansministeriet: Her er kamppladserne. Indlæg i Netavisen Pio 17. februar 2017 af Lars Wernblad Hansen